# Радавичюс, Рамунас
Рамунас Радавичюс (лит. Ramūnas Radavičius; 20 января 1981, Плунге) — литовский футболист, левый полузащитник. Выступал за сборную Литвы.

## Биография
Воспитанник клуба «Бабрунгас» (Плунге), в нём же начал взрослую карьеру в низших лигах Литвы. В 2001 году забил 15 голов и занял пятое место среди бомбардиров первой лиги, а в 2002 году стал автором 22 голов и третьим бомбардиром первой лиги, при том что его клуб финишировал ближе к концу таблицы.
С 2003 года выступал в высшей лиге Литвы за клуб «Швеса», со следующего года переименованный в «Вильнюс». Был основным игроком клуба и за 4,5 сезона сыграл 144 матча в чемпионате страны. Летом 2007 года, когда «Вильнюс» стал испытывать финансовые проблемы, футболист перешёл в другой столичный клуб — «Жальгирис», там выступал в течение года. Летом 2008 года перешёл в «Судуву» (Мариямполе), провёл в клубе полтора сезона, за это время становился бронзовым призёром чемпионата, обладателем Кубка и Суперкубка Литвы. В составе «Судувы» сыграл 6 матчей в еврокубках.
В начале 2010 года перешёл в сильнейший клуб Литвы того времени — «Экранас» (Паневежис), провёл в нём два с половиной сезона, стал двукратным чемпионом и двукратным обладателем Кубка Литвы. В ходе сезона 2012 года вернулся в «Жальгирис», сменивший «Экранас» в качестве флагмана литовского футбола, с этим клубом за два с половиной сезона взял два золота и серебро чемпионата, а также два Кубка Литвы. В составе «Экранаса» и «Жальгириса» регулярно играл в еврокубках, стал автором трёх голов (два в Лиге чемпионов в 2010 и 2011 годах, один в Лиге Европы в 2012 году). Последним клубом для Радавичюса в высшей лиге стал аутсайдер турнира «Шяуляй» в 2015 году.
Всего в высшем дивизионе Литвы сыграл 353 матча и забил 52 гола.
В конце карьеры играл во втором и третьем дивизионах Литвы за вильнюсские «Витис» и «Панерис». Позднее выступал в соревнованиях ветеранов, а также в мини-футболе и пляжном футболе.
Вызывался в молодёжную сборную Литвы, сыграл один матч в отборочном турнире первенства Европы.
В национальной сборной Литвы дебютировал 25 мая 2010 года в товарищеском матче против Украины (0:4). Победитель Кубка Балтии 2010 года. В 2010—2012 годах был регулярным игроком сборной. После некоторого перерыва сыграл три матча в мае-июне 2014 года, после чего прекратил играть за сборную. Всего на его счету 24 матча и один гол в 2010—2014 годах. Автором гола стал 7 июня 2012 года в товарищеском матче против Беларуси (1:1).

## Достижения
- Чемпион Литвы: 2010, 2011, 2013, 2014
- Серебряный призёр чемпионата Литвы: 2012
- Бронзовый призёр чемпионата Литвы: 2009
- Обладатель Кубка Литвы: 2008/09, 2009/10, 2010/11, 2012/13, 2013/14
- Финалист Кубка Литвы: 2011/12
- Обладатель Суперкубка Литвы: 2009, 2013
- Победитель Кубка Балтии: 2010